# Шульман, Пётр Анатольевич
Пи́нхос Танхомович (Пётр Танхомович, Пётр Анатольевич) Шу́льман — советский металлург, лауреат Сталинской премии.
Окончил техникум в Херсоне, затем институт.
Более 30 лет работал на Новокраматорском машиностроительном заводе: слесарь-расточник, помощник мастера, технолог, зам. главного инженера, зам. директора по производству. С середины 1960-х гг. (с 1964?) — научный сотрудник Института сверхтвёрдых материалов АН УССР (Киев). Кандидат технических наук.
Сталинская премия 3-й степени 1947 года — за усовершенствование электроподъёмных машин для глубоких шахт Донбасса.

## Публикации
- Механическая обработка и сборка, Сб. № 8 под ред. Шульмана П. А., Ново-Краматорский машиностроительный завод, ЦИНТИМАШ, Москва, 1959.
- Надежность и долговечность валков холодной прокатки / В. П. Полухин, В. А. Николаев, П. Т. Шульман и др. М.Металлургия, 1971. 503с.
- Надежность и долговечность валков холодной прокатки : производственно-практическое издание / В. П. Полухин, В. А. Николаев, П. Т. Шульман и др.- 2-е изд., перераб. и доп. — М. : Металлургия, 1976. — 448 с. : ил.
- Скоростная обработка металлов резанием [Текст] : опыт Ново-Краматор. машиностроит. завода им. Сталина / П. А. Шульман [и др.], 1951. — 107, [2] с.
- Механическая обработка и сборка [Текст] : Сборник статей / Отв. ред. П. А. Шульман. — Москва : Центр. ин-т науч.-техн. информации машиностроения, 1959. — 199 с., 3 л. табл. : ил.; 22 см. — (Сборник статей/ Совет нар. хозяйства Сталинского экон. адм. района. Ново-Краматорский ордена Ленина машиностроит. завод им. Сталина; № 8).
- Сварочное производство [Текст] / Отв. ред. П. А. Шульман. — Москва : Центр. ин-т науч.-техн. информации машиностроения, 1959. — 131 с. : ил.; 23 см. — (Сборник статей/ Совет нар. хозяйства Сталинского экон. адм. района. Ново-Краматор. ордена Ленина машиностроит. завод им. Сталина; № 7).
- Повышение стойкости валков холодной прокатки [Текст] / П. А. Шульман, Г. И. Вальчук, кандидаты техн. наук. — Киев : [б. и.], 1969. — 51 с. : ил.; 21 см. — (Машиностроение/ Гос. план. ком. Совета Министров УССР. Укр. науч.-исслед. ин-т науч.-техн. информации и техн.-экон. исследований).
- Станки для алмазного хонингования [Текст] : (Науч.-техн. информация) / П. А. Шульман, И. Х. Чеповецкий ; АН УССР. Ин-т сверхтвердых материалов. — Киев : Наукова думка, 1974. — 21 с.; 20 см.
- Производство стали [Текст] : Сборник статей / Отв. ред. зам. глав. инж. НКМЗ П. А. Шульман. — Москва : Центр. ин-т науч.-техн. информации машиностроения, 1959. — 119 с. : ил.; 22 см. — (Издания/ Совет нар. хозяйства Сталинского эконом. адм. района. Ново-Краматорский ордена Ленина машиностроит. завод им. Сталина; № 4).
- Качество поверхности, обработанной алмазами : под. ред. В. Н. Бакуля / П. А. Шульман [и др.]. — Киев : Техника, 1972. — 148 с.